# Ley de tricotomía
En matemáticas, la ley de tricotomía afirma que cada número real es bien positivo, negativo o cero.En general, una relación binaria {\displaystyle R} sobre un conjunto {\displaystyle X} se dice tricotómica si para todo {\displaystyle x} e {\displaystyle y} en {\displaystyle X}, se cumple exactamente una de las siguientes relaciones: {\displaystyle xRy}, {\displaystyle yRx} o {\displaystyle x=y}.  Si se representa la relación {\displaystyle R} como {\displaystyle <}, esta afirmación se traduce a lógica formal como:
{\displaystyle {\begin{aligned}(\forall x\in X\,\forall y\in X)\quad &([x<y\,\land \,\lnot (y<x)\,\land \,\lnot (x=y)]\\&\lor \,[\lnot (x<y)\,\land \,y<x\,\land \,\lnot (x=y)]\\&\lor [\lnot (x<y)\,\land \,\lnot (y<x)\,\land \,x=y])\end{aligned}}}
Por ejemplo, en el caso de un conjunto de tres elementos {\displaystyle \{a,b,c\}}, la relación {\displaystyle R} dada por {\displaystyle aRb}, {\displaystyle aRc} o {\displaystyle bRc} es un orden total estricto, mientras que la relación {\displaystyle R} dada por el cíclico {\displaystyle aRb}, {\displaystyle bRc} o {\displaystyle cRa} es una relación tricotómica no transitiva. Si tal relación es también transitiva, es un orden total estricto; este es un caso especial de un preorden total débil. 
En lógica clásica, este axioma de tricotomía se utiliza para comparaciones ordinarias entre números irreales y, por lo tanto, también para comparaciones entre decimales y entre irracionales. La ley generalmente no se utiliza en lógica intuicionista.
En los axiomas de Zermelo-Fraenkel y la teoría de conjuntos de Von Neumann-Bernays-Gödel, la ley de tricotomía se utiliza entre los cardinales de conjuntos bien ordenados incluso sin el axioma de elección. Si se utiliza el axioma de elección, entonces la tricotomía se utiliza entre cardinales arbitrarios (porque en ese caso todos están bien ordenados).
En la definición de un dominio integral ordenado, o campo ordenado, la ley de tricotomía es usualmente tomada como más fundacional que la ley de orden total.
Una relación tricotómica no puede ser reflexiva, ya que {\displaystyle xRx} debe ser falsa. Si una relación tricotómica es transitiva, la misma es trivialmente antisimétrica y también asimétrica, ya que no se pueden sostener juntos {\displaystyle xRy} y {\displaystyle yRx}.